# Massimo Brunelli
Massimo Brunelli (nascido em 27 de julho de 1961) é um ex-ciclista italiano que participava em competições de ciclismo de pista e estrada. Competiu nos Jogos Olímpicos de 1984 em Los Angeles, onde terminou em quarto lugar na prova dos quatro mil metros perseguição por equipes.